# Litwinow
Litwinow – rosyjska rodzina kniaziowska herbu własnego, wywodząca się od Semena ks. Litwin-Mossalskiego (inf. Wolf "Kniaziowie Litewsko-Ruscy"), który na początku XVI wieku uciekł do Wielkiego Księstwa Moskiewskiego. Magnacką pozycje osiągnęła na przełomie XVI i XVII wieku.
Podczas Wielkiej Smuty jednym z dowódców wojsk ruskich był kn. Wasil Litwin-Mossalski. W XVII wieku Litwinowowie skoligacili się z rodem Romanowów i byli nazywani przez współczesnych "współplemieńcami carów". Zgodnie z niektórymi dokumentami rodzina wymarła na Andreju (+1664), członku Dumy Bojarskiej w okresie Szujskiego oraz okolniczym carskim. Nie jest to prawda, ponieważ w archiwum senatu, znajdują się dokumenty dotyczące Mitrofana Litwinowa, członka Dumy Bojarskiej oraz stolnika carskiego przeczące tym informacjom. W XVIII wieku rodzina spadła do roli średniego ziemiaństwa i przestała używać tytułu kniaziowskiego oraz drugiego członu nazwiska. W XIX wieku generał-gubernatorem Podola był Piotr Lytwynow a po żonie hr. Komorowskiej otrzymał klucz w guberni grodzieńskiej. Z tej linii rodziny pochodził Aleksy Iwanowicz Litvinov (*1853) naczelny generał ot Kawalerii Ces. Ros. i komendant I Armii Ces. Ros. na froncie niemieckim podczas I wojny światowej. Ostatnio wzmiankowany w akcie dymisyjnym 7 (17) kwietnia 1917 r. Prawdopodobnie przedostał się do Polski i posiadał majątek Zamosty w województwie wołyńskim. Iwan Lytwynow (+1904) w młodości konsyliarz Ministerstwa Spraw Zagranicznych Ces. Rosyjskiego był żonaty z Anastazją ks. Lubomirską, jedną z kochanek cara Aleksandra II. Nazwisko Litwinow przybierało następujące formy: Lytwyn, Litvinoff, Litvinov oraz Lytwynow. Poza tym używali przydomku Mossalski, na znak pochodzenia z rodu kniaziów Massalskich vel Mossalskich.